# Quel rosso mattino di giugno
Quel rosso mattino di giugno è un film  del 1975 diretto da Veljko Bulajić.

## Trama
1908, la Bosnia viene annessa all'impero asburgico dell'imperatore Francesco Giuseppe, ma la situazione nel paese è "calda", e non sono in pochi a tramare sogni di indipendenza dall'impero. Mentre in Serbia si organizza la resistenza, Francesco Giuseppe, ostile alla granduchessa Sofia, moglie dell'arciduca Francesco Ferdinando, erede al trono d'Austria-Ungheria, invia il nipote a Sarajevo per presenziare alle grandi manovre dell'esercito programmate per il giugno del 1914. Superate varie difficoltà alcuni congiurati raggiungono Sarajevo, e durante il passaggio dei dignitari per le vie della capitale bosniaca, il giovane serbo-bosniaco Gavrilo Princip spara contro l'auto dei reggenti che restano mortalmente feriti.

## Riconoscimenti
La pellicola vinse il premio nella categoria speciale al Festival internazionale del cinema di San Sebastián del 1976.
Il film è stato inoltre selezionato dal governo jugoslavo per il titolo di miglior film in lingua straniera nella 48ª edizione della cerimonia di premiazione degli Oscar, senza però venire accettato.